# Еурасиер
Еурасиер, или Еуразиер, је раса паса узгајана 1960-их и 1970-их година у Немачкој. Користи се као пас пратилац.

## Историја расе
Године 1949. аустријски научник, добитник Нобелове награде, Конрад Лоренц, у својој књизи „Прстен краља Соломона“ пише о две врсте домаћих паса: први су пси који су одани само свом власнику и неповерљиви према странцима, други тип су пси који су доброћудни са свим људима и лаки за обуку. Прве је тешко тренирати, а други превише верују странцима. Лоренц говори о томе како су, као резултат случајног парења његовог немачког овчара и чау-чауа, добијени штенци који су комбиновали најбоље квалитете оба типа. Карактер ових паса је детаљно описан у његовој књизи „Човек нађе пријатеља“ (1954).

## Еурасиер пуппи
Ови радови су заинтересовали Јулијуса Випфила. У послератним годинама у његов дом је дошао пас у облику шпица, који је имао изузетну интелигенцију и приврженост. Након тога, Вхипфил није могао да нађе достојну замену за њу, а онда је његова жена предложила идеју о узгоју сопствене расе паса.
Јулиус Випфел је започео стварање нове расе заједно са Шарлот Балдамус, која је отворила одгајивачницу Јагерсхоф. Јулиус Випфел је себи поставио циљ да створи расу северног типа са прелепом, атрактивном бојом и шармантним карактером, добро прилагођеном животу код куће.
За основу су узете чауе црвене и црне боје и вучји шпиц.
Почетком 1970-их. Биолог Вернер Шмит се заинтересовао за нову расу. Купио је штене из расадника Јагерсхоф и укључио се у процес узгоја расе. У то време, Шмит је писао своју докторску дисертацију код Конрада Лоренца, који је открио велике сличности између Еурасиер-а и пса описаног у његовој књизи. Такође је купио штене од Шарлот Балдамус и накнадно написао да никада није срео лојалнијег пса од овог.
Седамдесетих година прошлог века, крв Самоједа је додата насталој врсти Евроазијаца. Осамдесетих година прошлог века раса је добила име и први клуб је отворен у Немачкој. Раса је призната од стране ФЦИ. Еурасиер је популаран у Немачкој и постепено добија на популарности у другим европским земљама.

## Изглед
Пас је средње величине, здепаст, снажан, умерено високих ногу.
Њушка није ни превише груба ни превише зашиљена. Очи су средње величине, увек тамне. Нос и усне такође треба да буду црни. Угриз је раван или маказаст. Уши су средње, троугластог облика.
Длака је средње дужине; краћа на њушци и ушима него по целом телу, дужа на репу и ногама. Постоји густа поддлака. Боја - било која једнобојна: црна, црна и жута, црвена, зона сива, сива и жута и њихове светле варијанте. Чисте беле и јетрене боје, као и било које беле мрље, нису дозвољене.
Висина у гребену мужјака је 52-60 цм, женке - 48-56 цм.

## Карактер и темперамент
Еурасиер је пас уравнотежене психе, енергичан и лак за обуку. Ово је пас пратилац, веома везан за свог власника и породицу и опрезан према странцима. Упркос чињеници да показује особине чувара, пас је лишен агресије према људима, па се стога не може користити као чувар. Еурасиер је погодан за спортове као што су агилити, послушност итд. Слаже се са другим животињама. Погодно за становање у стану (уз редовне дуге шетње са физичком активношћу) и на селу. Понаша се мирно и тихо у затвореном простору.